# Samuel Löb Zitron

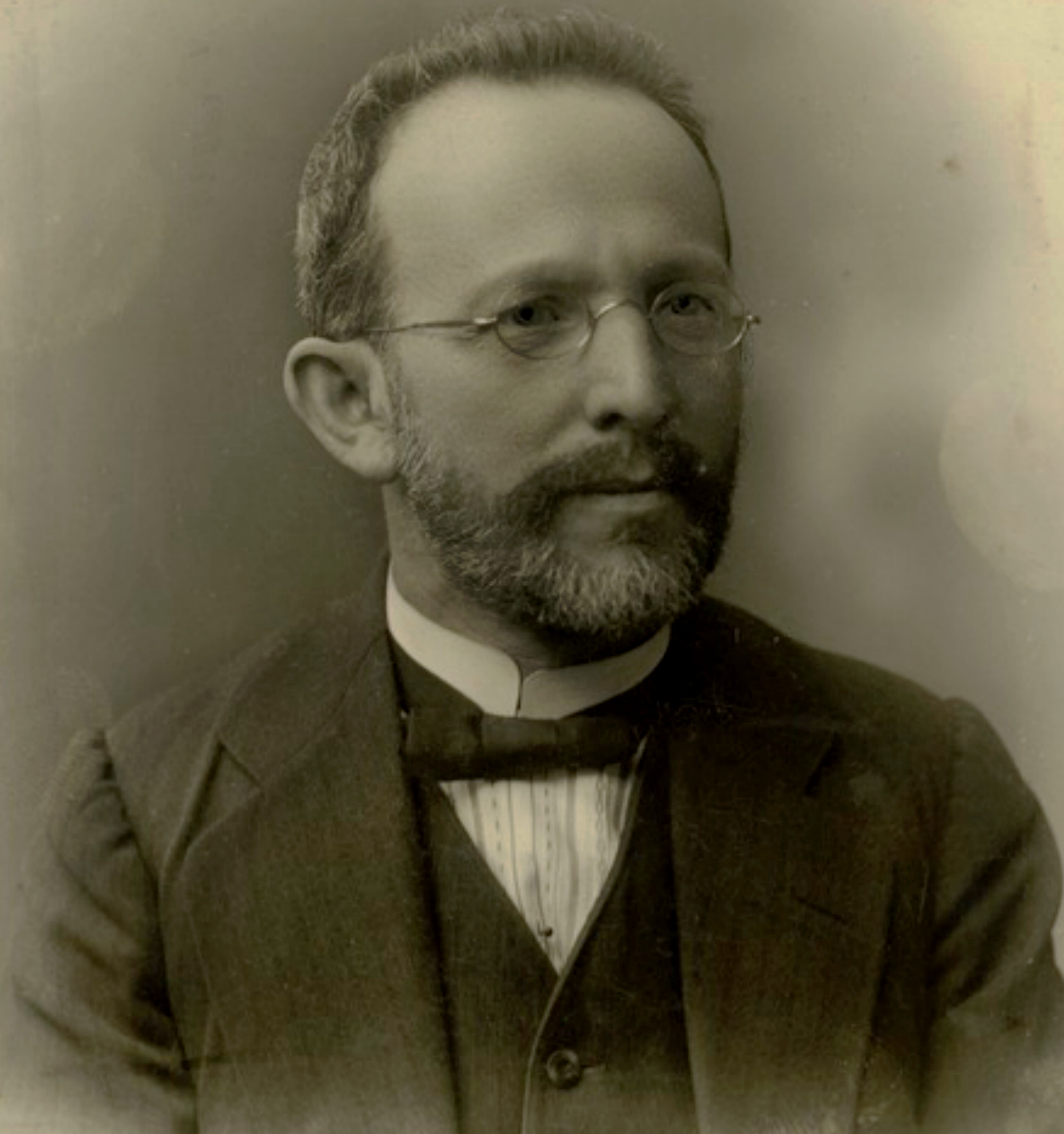
Samuel Löb Zitron (1910)

Samuel Löb Zitron (auch: Samuel Leib Zitron, Schmuel Leib Zitron; 24. Mai 1862 in Minsk – 8. November 1930 in Wilna) war einer der erfolgreichsten hebräischen, jiddischen und zionistischen Schriftsteller seiner Zeit; er war Literar- und Zionismushistoriker, Kritiker und Redner.
Die von ihm verfassten Porträts von Persönlichkeiten der ostjüdischen Literatur, des Zionismus und der allgemeinen Gesellschaft bilden in ihrer Gesamtheit einen unersetzlichen Beitrag zur jüdischen Kulturgeschichte des 18. und 19. Jahrhunderts.

## Leben
Samuel Löb Zitron wurde in Minsk als Sohn des angesehenen Präsidenten der Jüdischen Kultusgemeinde geboren. Er studierte an der Jeschiwa von Waloschyn und begann bereits im Alter von 14 Jahren, hebräische Artikel für den Ha-Maggid zu schreiben. Einige Zeit studierte er auch am Jüdisch-Theologisches Seminar Fraenckel’sche Stiftung in Breslau weltliche Wissenschaften, kehrte aber 1883 nach Minsk zurück und widmete sich fortan der jüdischen Literatur und seiner ausgedehnten Publikationstätigkeit.
Er schrieb über den Palästina-Aufbau, vor allem über jiddische Schriftsteller, schrieb gegen Assimilation der Juden, übersetzte 1884 Pinskers Autoemancipation ins Hebräische unter dem vielsagenden Titel Im en ani li mi li (Hillels berühmter Ausspruch Wenn ich nicht für mich bin, wer ist für mich?). Von 1886 bis 1887 war er einer der wichtigsten Mitarbeiter an Jossif Sapirs großem Sammelbuch Knesset Jisroel, sodann schrieb er über Mapu und Peretz Smolenskin und verfasste ein Werk über Die hebräische Literatur in Russland während des 19. Jahrhunderts sowie weitere Arbeiten über die Literatur seiner Zeit (Hasifrut we-hachajim = „Literatur und Leben“, Hameschorer be chajaw ube mota = „Leben und Tod des Dichters“).
Nach Herzls Auftreten schloss er sich diesem begeistert an und war als Berichterstatter für jiddische, hebräische und russische Blätter Teilnehmer des 6. Zionistenkongresses (1897 bis 1903) und des 11. und des 12. Zionistenkongresses (1904 bis 1948).
Ab 1916 war Zitron während der deutschen Besetzung Inspektor der jüdischen Schulen in Wilna.
1920 wurde er ständiger Mitarbeiter des jiddischen Moment, schrieb unzählige Artikel und war auch verantwortlich für die Serien Meschummodim. Typen jüdischer Abtrünniger, Die ersten Schwalben. Typen aus der Chibath-Zion-Bewegung sowie Stadlanim und Berühmte jüdische Frauen (später als Buchzusammenfassungen separat erschienen).
1924 vollendete er sein Hauptwerk, das hebräische Lexikon Zioni, das die Lebensbeschreibungen der bedeutendsten Zionisten in literarisch ansprechender Form (auch für weitere Kreise) bietet.
Samuel Löb Zitron starb im Jahre 1930 in Wilna.

## Werke (Auswahl)
- Asefat sippurim (Sammlung hebräisch übersetzter Erzählungen aus dem Deutschen und Französischen), 1885
- Ltoldoth haitonuth haiwrith, 1911–1914 im Haolam veröffentlichte außerordentlich gründliche Arbeit zur Geschichte der hebräischen Presse
- Toldoth chibath Zion, Odessa 1914
- Sefer Sikaron (hebräisch-jiddisches Sammelbuch), 3 Bände, Wilna 1920–1922
- Herzl – Chajaw upeuletow, Wilna 1921
- Anaschim we sofrim. Erinnerungen aus dem Leben grosser Zionisten, 1922
- Jozre hasifruth haiwrith hachadaschah (über junghebräische Schriftsteller), 2 Bände, Wilna 1922
- Geschichte fun der jiddischen Presse, Wilna 1923
- Lexikon Zioni. Chamesch Meoth Biographiot, Warschau 1924
- Drei literarische Doires, 4 Bände, Warschau 1924–1928
- daneben hebräische Übersetzungen von An-ski, Jehoasch (1871–1927, jiddischer Dichter) und Graetz (Geschichte der Juden)
- seine Gesammelten Werke erschienen 1930 in 10 Bänden